# VRグループ

VR営業路線図

VRグループ株式会社（フィンランド語: VR-Yhtymä Oyj, スウェーデン語: VR-Group Abp、略称VR）はフィンランドの鉄道会社である。1922年まではSuomen Valtionrautatiet（フィンランド国有鉄道）、1995年まではValtionrautatiet / Statsjärnvägarnaの名称で知られていた。

## 概要

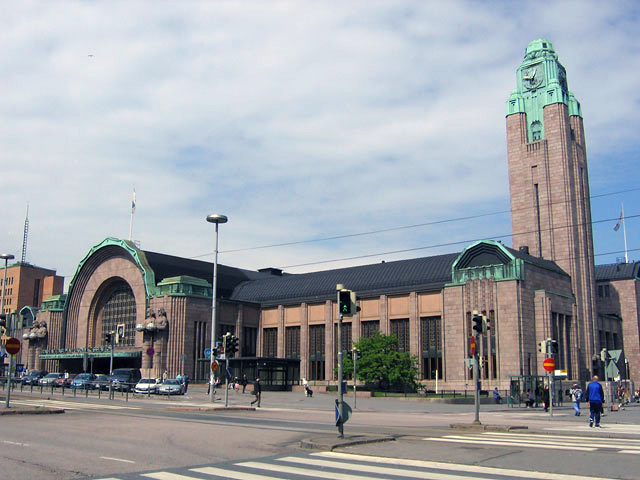
ヘルシンキ中央駅

1995年に前述のValtionrautatietから旅客・貨物運輸業を分割し誕生した。VRが担当するのは旅客・貨物の運輸業務のみで、路線の建設・保守はフィンランド鉄道庁が行っている。VRは株式会社であるが、現時点では全株式をフィンランド政府が所有している。
VRグループはバスによる旅客業(Pohjolan Liikenne)やトラックなどによる貨物運輸業(Transpoint)や、ケータリングサービス、不動産業、電話・通信業（Corenet）なども行っており、VR本体を含めたグループ21社で14400人を抱える大企業となっている。
ヘルシンキなどの大都市を除くフィンランドの大部分は人口密度が低く、乗客はけっして多くはない。通勤列車はヘルシンキ近郊に限られている。
旅客輸送はヘルシンキから各地方への都市間輸送の便がほとんどであり、一部路線はバスや飛行機と競合関係にある。
ロシアへ国際列車が運行されている。サンクトペテルブルクへは一日2便、モスクワへは寝台列車が1日1便運行されている。ヘルシンキからサンクトペテルブルクまでの路線は、ペンドリーノ（高速振り子列車）を走らせる為に路盤改良を行う計画がある。国際貨物輸送は、ロシアに通じている4路線を中心に運行されているが、トルニオにはスウェーデンの鉄道との接続があり、トゥルクからストックホルム、トラヴェミュンデまでは鉄道連絡船が運行されている。

## 歴史

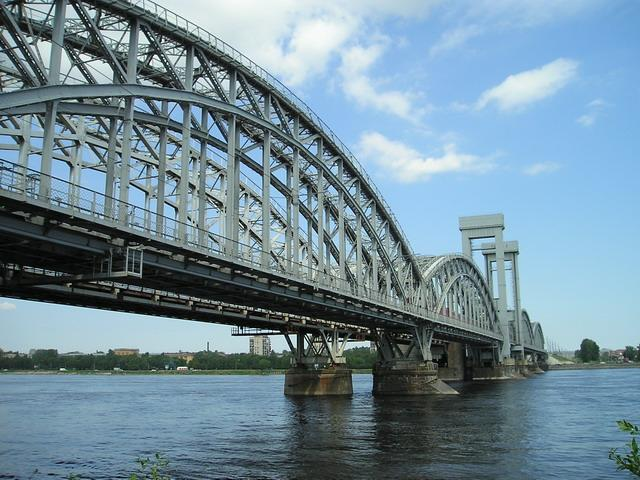
国境のネヴァ川にかかる鉄道橋

当初のフィンランド国鉄は1860年にフィンランド上院議会によって設立された。フィンランドは当時ロシア帝国の一部であったため、西欧で中心的だった標準軌(1,435mm)ではなく、ロシアで使われていた広軌(1,524mm)が採用された。1862年に最初の路線であるヘルシンキ - ハメーンリンナ間が開業した。1870年にはリーヒマキ - サンクトペテルブルク間が開業した。ロシア国境 - サンクトペテルブルク間はロシア領土となるが、当初はフィンランド国営鉄道の所有とされた。1912年にサンクトペテルブルクへの路線がロシア鉄道と接続され、それと同時にロシア領土内の路線はロシア政府所有とされた。1875年から1950年の間に、ハンコ・ヒュヴィンカー鉄道に代表される私鉄を合併し、路線を拡大していった。
2007年現在、フィンランドの私鉄はコトカ近郊のカーフラに存在する貨物鉄道のみとなっている。
ヒュヴィンカーにはVRの鉄道博物館があり、旧型列車などの展示がある。

## 所要時間
ヘルシンキから各都市間の最短所要時間は以下の通り。
| 都市                               | 距離 (km) | 所要時間 | 所要時間（今後の予定） | 平均速度   | 列車名                             |
| ---------------------------------- | --------- | -------- | ---------------------- | ---------- | ---------------------------------- |
| ハメーンリンナ                     | 108       | 0:58     | 0:50-0:55              | 111.7 km/h | InterCity 60                       |
| イーサルミ                         | 524       | 4:51     | 4:30                   | 108.0 km/h | Pendolino 79                       |
| ヨエンスー                         | 482       | 4:17     | 3:25-3:35              | 112.5 km/h | Pendolino 7                        |
| ユヴァスキュラ                     | 342       | 2:50     | 2:30-2:40              | 120.7 km/h | Pendolino 81                       |
| カヤーニ                           | 607       | 6:40     | 5:35                   | 91.0 km/h  | Pendolino 79 and bus connection    |
| コトカ                             | 217       | 2:14     | 2:00-2:10              | 97.2 km/h  | Pendolino 1 and local train 722    |
| コウヴォラ                         | 166       | 1:23     | 1:10-1:15              | 120.0 km/h | Pendolino 1                        |
| クオピオ                           | 439       | 3:52     | 4:30                   | 113.5 km/h | Pendolino 79                       |
| ラハティ                           | 104       | 0:48     | 0:44                   | 96.3 km/h  | Pendolino 1                        |
| ラッペーンランタ                   | 252       | 2:09     | 2:00-2:05              | 117.2 km/h | Pendolino 1                        |
| ミッケリ                           | 279       | 2:26     | 2:05-2:10              | 114.7 km/h | Pendolino 70                       |
| モスクワ (Leningradski vokz.)      | 1091      | 12:58    | 10:00                  | 84.1 km/h  | Express train 31 "Tolstoi"         |
| オウル                             | 680       | 5:41     | 4:20-4:40              | 119.6 km/h | Pendolino 46                       |
| ポリ                               | 322       | 3:02     | 2:20-2:30              | 106.2 km/h | Pendolino 93 and local train 475   |
| ロヴァニエミ                       | 900       | 8:17     | 6:50-7:10              | 108.7 km/h | Express train 406 and Pendolino 56 |
| サンクトペテルブルク (Finl. vokz.) | 417       | 5:06     | 3:00-3:20              | 81.8 km/h  | Express train 35 "Sibelius"        |
| セイナヨキ                         | 346       | 2:39     | 2:10-2:20              | 130.6 km/h | Pendolino 45                       |
| タンペレ                           | 187       | 1:23     | 1:15-1:20              | 135.2 km/h | Pendolino 81                       |
| トゥルク                           | 194       | 1:44     | 1:22-1:35              | 111.9 km/h | Pendolino 126                      |
| ヴァーサ                           | 420       | 3:39     | 3:30-3:35              | 115.1 km/h | Local train 440 and Pendolino 42   |

## 電化

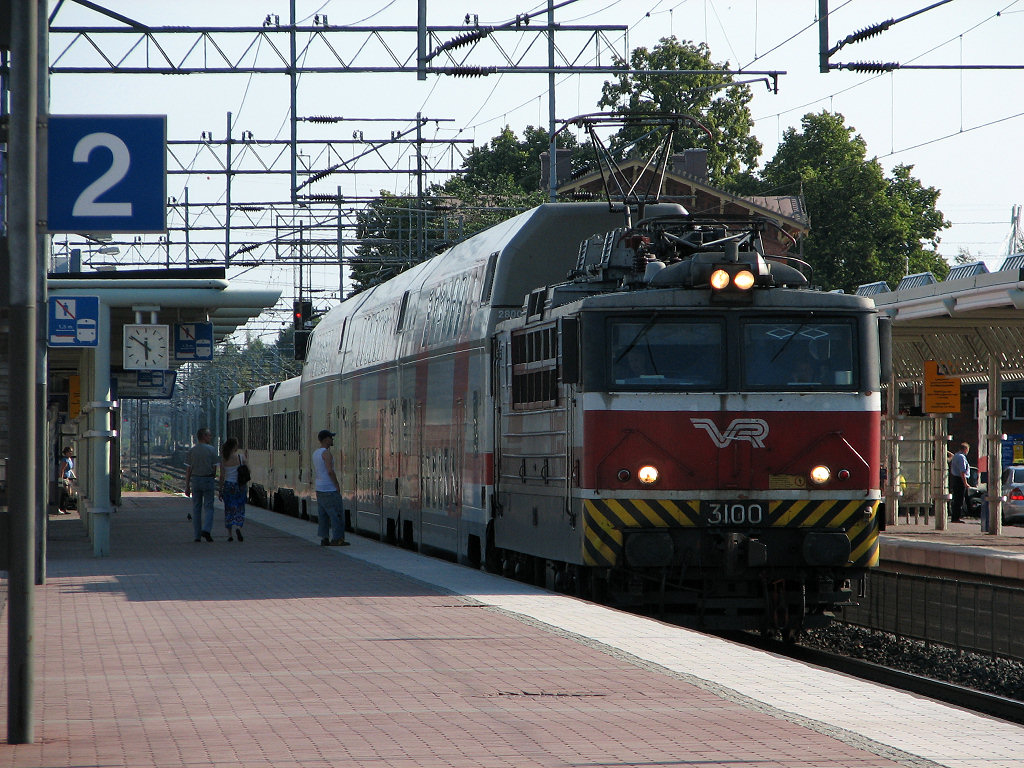
Sr1機関車とインターシティ

フィンランドにおける鉄道の電化が始まったのは1960年代後半と、かなり遅かった。しかし、現在では主要路線の電化はほぼ完成している。電化方式は交流25000V・50Hzが採用された。これはデンマークやフランス、日本の東北・上越新幹線と同じ方式となっている。
フィンランド国内で現在主流となっている電気機関車は旧ソ連で制作されたSr1形式だが、老朽化やさらなる高速化のため、より高馬力のSr2形式や振り子式高速電車であるSm3形式への置き換えが進んでいる。
1969年にヘルシンキからキルッコヌンミにかけて最初の電化区間が開業、以降電化は北進を続け、1975年にはセイナヨキ、1981年にはコッコラ、1983年にはオウルまでが電化された。2004年にはロヴァニエミまでが電化された。

## 列車種別
- S220(S)：Sm3形電車（ペンドリーノ）を使用する特急列車、最高速度220km/h
- InterCity(IC)：都市間を結ぶ特急列車、2階建て客車による"IC2"も運行されている
- Erikoispikajuna(EP)：特急列車、現在はInterCityに再編され、存在しない
- Pikajuna(P)：急行列車、ロシアへの国際列車や夜行列車（Yöjuna）も含まれる
- Taajamajuna(H)：普通列車
- Paikallisjuna：都市近郊列車

## 車両

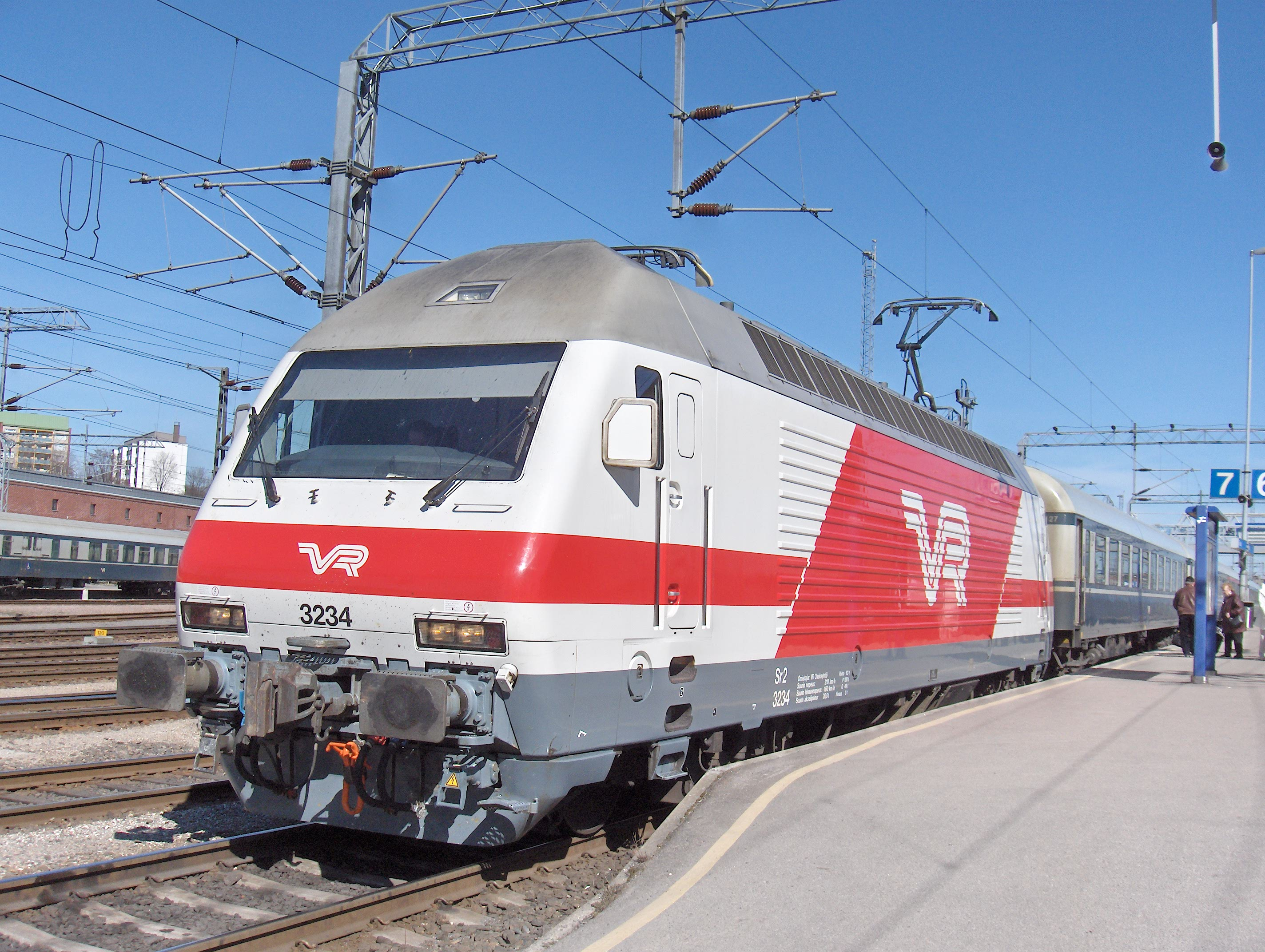
Sr2機関車と「青」客車

### 機関車
現在、VRでは2種類の電気機関車と、3種類のディーゼル機関車が運行されている。ディーゼル機関車は客車の牽引に使用されているが、その本数は電化の進行とローカル線へのレールバス導入により減少している。電車(EMU)は、Sm3形式（ペンドリーノ）や近郊列車に使用されるSm1形式、Sm2形式、Sm4形式が運行されている。1975年まで、客車の牽引には蒸気機関車も使用されていた。

#### 機関車の分類体系
現在の分類体系は1976年に導入された。基本的には1942年に導入された分類体系の簡略版となっている。機関車の名称はアルファベット2文字と通し番号から成り、1文字目が機関車の動力を（S: 電気、D: ディーゼル）、2文字目が機関車の重量(k: 軸荷重11トン以下、v: 11.1トンから15トン、r: 15.1トン以上)を表している。

#### 旧分類体系
1885年から使用されていた分類体系は、機関車の車輪配置により個別のアルファベットが与えられ、その後に通し番号が続く形になっていた。文字の割り当てに特別な法則は存在しなかった。たとえばAはホワイト式で4-4-0の機関車、Bは0-4-2ST機関車、Cは0-6-0機関車を表していた。
1942年に分類体系が変更され、現在に近い形になった。1文字目が機関車の使用目的(H: 旅客列車、P: ローカル（通勤）列車、T: 貨物列車、S: 貨客混合、V: 入替機)を、2文字目は機関車の重量（vとrの境界が14トンであることを除けば現在と同じ）を表していた。ディーゼル機関車が1950年に登場すると、蒸気機関車とは区別され11からの空き通し番号が付与された。この時代に製造されたディーゼル機関車は、現在も当時と同じ通し番号を使用している。
| 車両形式 | 台数 | 製造年     | 最高速度                             | 動力       | 備考        |
| -------- | ---- | ---------- | ------------------------------------ | ---------- | ----------- |
| Sr1      | 110  | 1973-1996  | 140 km/h                             | 電気       |             |
| Sr2      | 46   | 1995-2003? | 210 km/h (規格上の最高速度 230 km/h) | 電気       |             |
| Dv12     | 192  | 1963-1984  | 125 km/h                             | ディーゼル | Sv12 & Sr12 |
| Dv16     | 28?  | 1962-1963  | 85 km/h                              | ディーゼル | Vv16        |
| Dr14     | 24?  | 1968-1971  | 75 km/h                              | ディーゼル | Vr12        |
| Dr16     | 19   | 1985-1992  | 140 km/h                             | ディーゼル |             |

| 形式        | 台数 | 使用期間   | 車輪配置 | 最高速度 | 動力       | 備考                                                             |
| ----------- | ---- | ---------- | -------- | -------- | ---------- | ---------------------------------------------------------------- |
| Tv1 (K3)    | 148  | 1917-1974  | 2-8-0    | 60 km/h  | 蒸気       | 148台のうちVR用が142台、ラトビア鉄道用が6台。                    |
| Tk3 (K5)    | 161  | 1927-19??  | 2-8-0    | 60 km/h  | 蒸気       |                                                                  |
| Hr1 (P1)    | 22   | 1937-1974  | 4-6-2    | 110 km/h | 蒸気       | ヨーロッパの西側諸国で運用されていた最後のパシフィック型機関車。 |
| Tr1 (R1)    | 67   | 1940-1975? | 2-8-2    | 80 km/h  | 蒸気       |                                                                  |
| Dr12 (Hr12) | 42   | 1959-199?  | Co-Co    | 120 km/h | ディーゼル |                                                                  |

### 客車

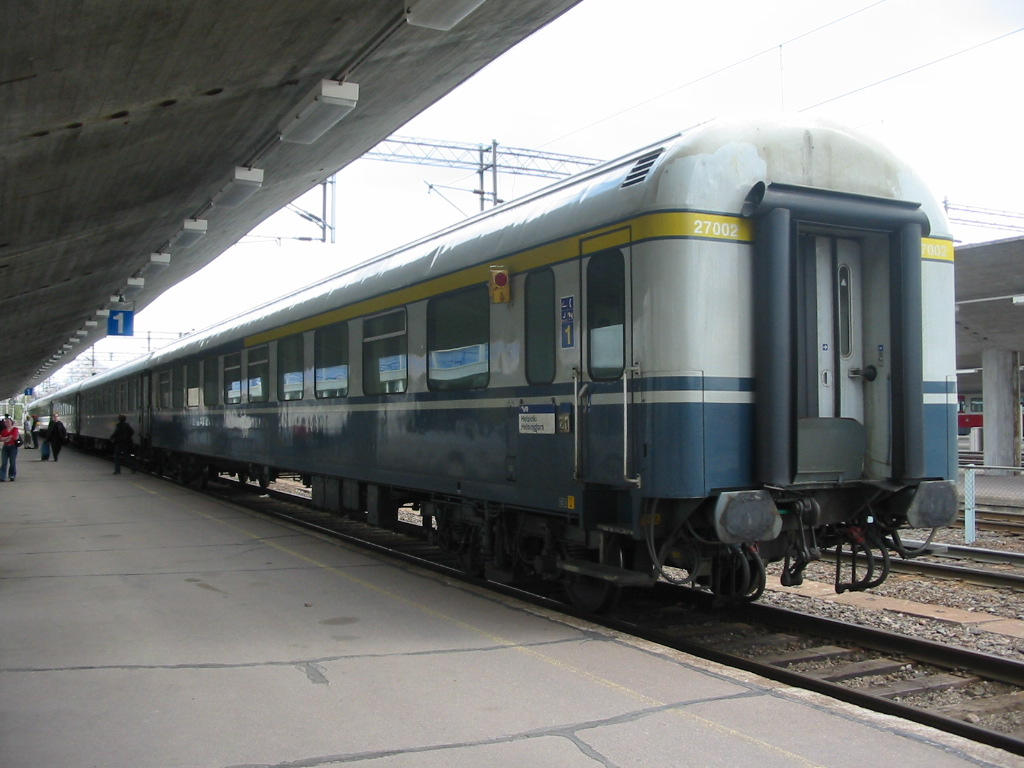
「青」客車

機関車に牽引される客車には4つのタイプが存在する。
- 「青」客車 - 青と白の外装から名付けられた、VRで最も使用されている客車。現在は長距離普通・急行列車用に広い地域で使用される。最高速度は140km/h。
- 「赤」客車 - 赤とクリーム色の外装から名付けられた。「青」客車を近距離・通勤列車用に改造したもので、座席とドアの配置が異なる。最高速度は140km/h。
- インターシティ - 1デッキ。ヘルシンキからサンクトペテルブルクへの列車などに使用された。最高速度は160km/h。
- インターシティ2 - 2デッキ。VRで最も新しい客車。インターシティとの混合編成で長距離特急列車用に使用される。

ファーストクラスの客車は窓の上に黄色のラインが入っている。「青」客車では、食堂車の窓の上に赤いラインが入っている。インターシティで使用された、電力を供給されていない客車は窓の上に青いラインが入っている。
木製客車は1970年代までは多く使用されたが、徐々に置き換えられていった。最後の木製客車は1980年中頃に使用を終了した。

#### 寝台列車

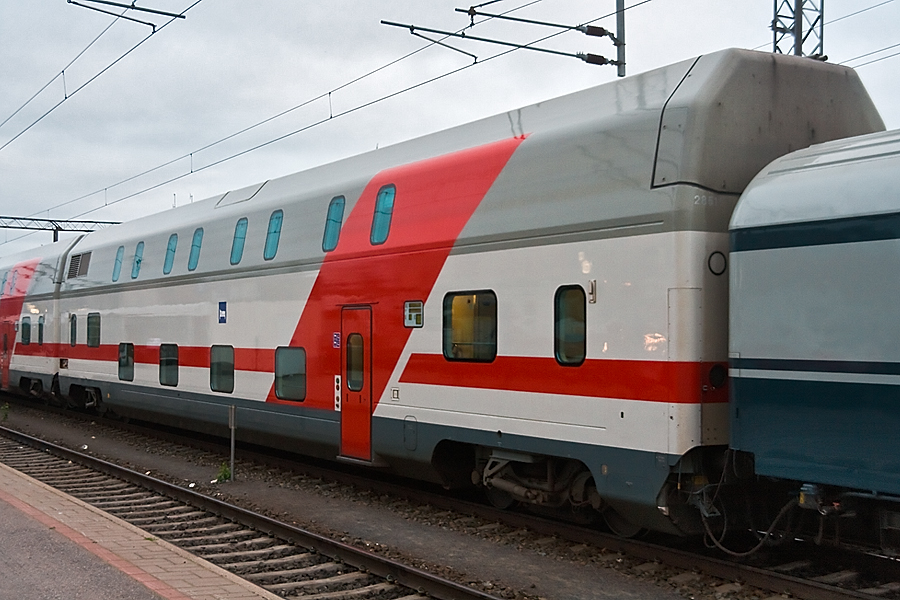
サンタクロース・エキスプレス用の2階建て寝台車両

現在、ヘルシンキとトゥルクからラップランド地方へ寝台列車が運行されている。それら寝台列車はカートレインになっている。2000年以降も、サンタクロース・エキスプレス用に寝台客車が新造されている。

### 貨車
フィンランドは広軌であるため、他の欧州の鉄道よりも大きな貨物を輸送することができる。コンテナは積み重ねができ、貨車はトレーラーさえも輸送が可能である。多くの貨物がフィンランドとロシアを行き来している。その貨物にはロシアからの石油の輸入も含まれている。
VRはSeaRail（フィンランド・欧州各国間の海上貨物輸送会社）の株式を所有しており、スウェーデンやドイツへの貨物輸送も行っている。

### 動力分散方式車両

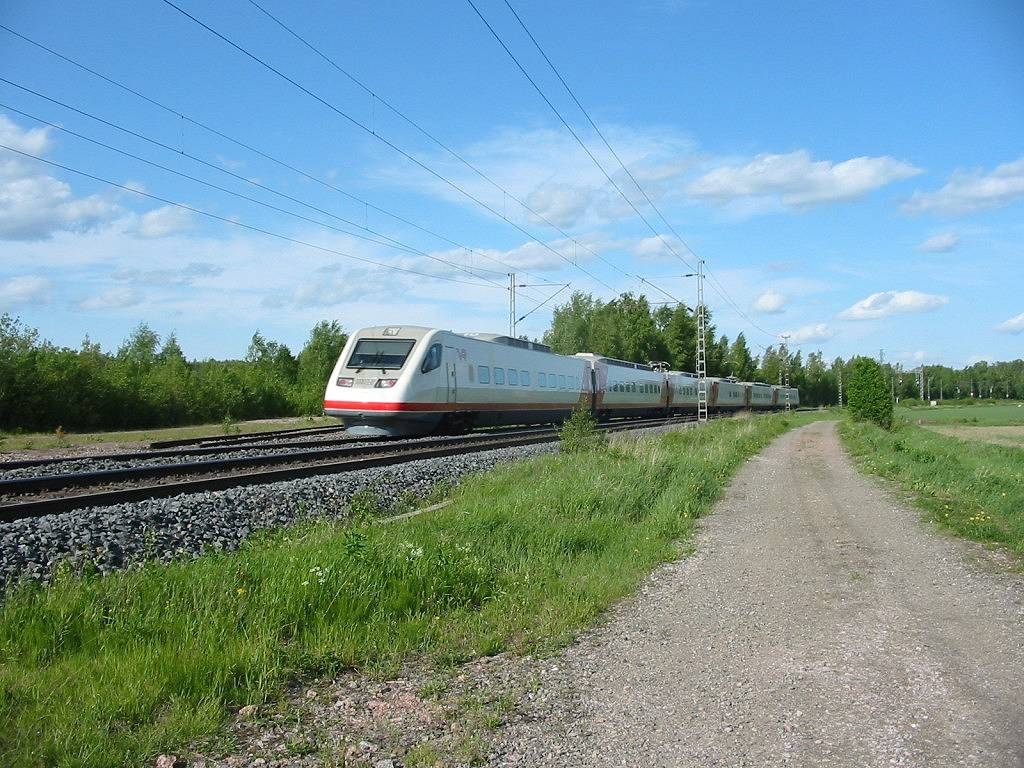
Sm3 ペンドリーノ

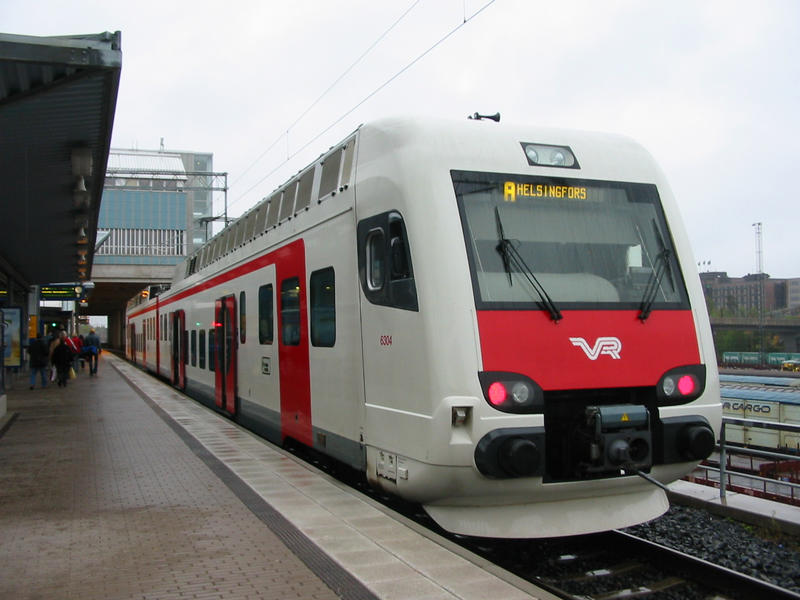
Sm4

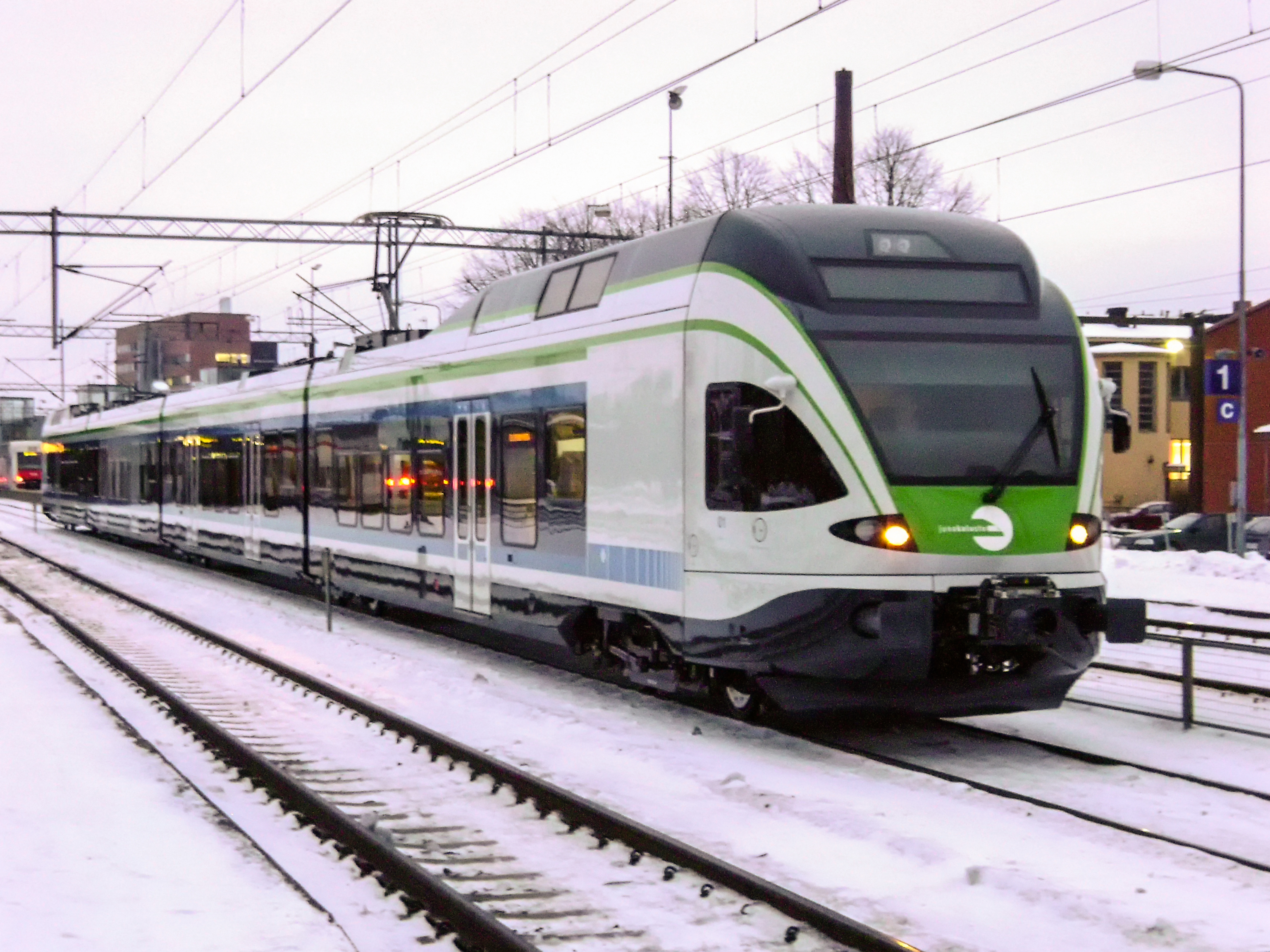
Sm5

現在、VRは気動車と電車を数形式保有している。
| 形式 | 台数         | 製造期間  | 最高速度 | 備考             |
| ---- | ------------ | --------- | -------- | ---------------- |
| Sm1  | 50           | 1968-1973 | 120 km/h | 電気             |
| Sm2  | 50           | 1975-1981 | 120 km/h | 電気             |
| Sm3  | 18 sets      | 1995-2006 | 220 km/h | 電気             |
| Sm4  | 60 (30 sets) | 1999-???? | 160 km/h | 電気             |
| Sm5  | 32 (製造中)  | 2008-     | 160 km/h | 電気             |
| Dm12 | 16           | 2005-     | 120 km/h | ディーゼル気動車 |

VRの旗艦ともいえるSm3ペンドリーノは、国内主要都市とヘルシンキを結ぶ路線に使用されている。
ヘルシンキ近郊列車はSm1とSm2、最新のSm4によって運行されている。
ロシアとフィンランドの合弁企業であるカレリアントレインズ用にアルストーム社製ペンドリーノシリーズのSm6が製造され、2010年12月12日にヘルシンキ - サンクトペテルブルク間で使用開始した。

#### 分散動力車両の分類体系
分散動力車両の分類体系は機関車のものと同一のものを使用している。